# ラッセル・カーペンター
ラッセル・カーペンター（Russell Carpenter, 1950年12月9日 - ）は、アメリカ合衆国カリフォルニア州出身の映画撮影監督。

## 来歴
1980年代初頭から撮影監督として活躍。1997年のジェームズ・キャメロン監督の『タイタニック』でアカデミー撮影賞を受賞した。

## 主な作品
- 汚れなき瞳の中に Lady in White （1988年）
- ブルージーン・コップ Death Warrant （1990年）
- クライシス2050 Solar Crisis （1990年）
- バーチャル・ウォーズ The Lawnmower Man（1992年）
- ペット・セメタリー2 Pet Sematary II （1992年）
- ハード・ターゲット Hard Target （1993年）
- トゥルーライズ True Lies （1994年）
- ランナウェイ Money Talks （1997年）
- タイタニック Titanic （1997年）
- 交渉人 The Negotiator （1998年）
- チャーリーズ・エンジェル ''Charlie's Angels （2000年）
- 愛しのローズマリー Shallow Hal （2001年）
- チャーリーズ・エンジェル フルスロットル Charlie's Angels: Full Throttle （2003年）
- NOEL ノエル Noel （2004年）
- ウエディング宣言 Monster-in-Law （2005年）
- アウェイク Awake （2007年）
- ラスベガスをぶっつぶせ 21 （2008年）
- 男と女の不都合な真実 The Ugly Truth （2009年）
- キス&キル Killers （2010年）
- 私だけのハッピー・エンディング A Little Bit of Heaven （2011年）
- Black & White/ブラック & ホワイト This Means War （2012年）
- スティーブ・ジョブズ Jobs （2013年）
- 追撃者 Beyond the Reach（2014年）
- リベンジ･トラップ/美しすぎる罠 Return to Sender（2015年）
- アントマン Ant-Man（2015年）
- トリプルX:再起動 xXx: Return of Xander Cage（2017年）